# Châtelaillon-Plage

Châtelaillon-Plage este o comună în departamentul Charente-Maritime, Franța. În 1 ianuarie 2022 avea o populație de 6.440 de locuitori.